# مت همیل
مت همیل (انگلیسی: Matt Hamill؛ زادهٔ ۵ اکتبر ۱۹۷۶) ورزشکار هنرهای رزمی ترکیبی و کشتی‌گیر اهل ایالات متحده آمریکا است.